# William Clayton
William Clayton (ur. 17 lipca 1814 w Penwortham, zm. 4 grudnia 1879 w Salt Lake City) – amerykański poeta, misjonarz mormoński. 

## Życiorys
Urodził się w Penwortham w hrabstwie Lancashire w północno-zachodniej Anglii, jako syn Thomasa Claytona i Ann Critchley. Zetknął się z niedawno zorganizowanym Kościołem Jezusa Chrystusa Świętych w Dniach Ostatnich, został ostatecznie członkiem tej wspólnoty religijnej. Ochrzczony został 21 października 1837 w rzece Ribble, przez Hebera C. Kimballa. W grudniu tego samego roku został wyświęcony na kapłana, w kwietniu 1838 natomiast na wyższego kapłana. Zasiadał w prezydium misji brytyjskiej (1838-1840) jako drugi doradca. 
Wyemigrował do Stanów Zjednoczonych, docierając do Nauvoo, ówczesnego centrum ruchu świętych w dniach ostatnich, w 1840. Krótko pracował jako kancelista wysokiej rady Kościoła w Iowa (1841). Przyjęty do loży masońskiej w Nauvoo, był skrybą i protokolantem prezydenta Kościoła Josepha Smitha. We wrześniu 1842 mianowany skarbnikiem Nauvoo, jak również protokolantem przy miejscowej świątyni mormońskiej. W marcu 1844 przyjęty do Rady Pięćdziesięciu, zasiadał w niej aż do śmierci, będąc jednocześnie jej kancelistą.
Dołączył do fali mormońskiej migracji na zachód. Był w pierwszej grupie, która wyruszyła w podróż do doliny Wielkiego Jeziora Słonego (1847). Napisał i opublikował Latter-day Saints’ Emigrants’ Guide. Między 1852 a 1853 ponownie był misjonarzem na Wyspach Brytyjskich. Zmarł w swoim domu w Salt Lake City. 
9 października 1836 poślubił Ruth Moon. Podobnie jak wielu ówczesnych przywódców mormońskich praktykował poligamię, zawierając związki małżeńskie łącznie z dziewięcioma dalszymi kobietami. Poeta, twórca hymnów. Skreślony jego piórem Come, Come, Ye Saints z 1846 zyskał znaczną popularność wśród świętych w dniach ostatnich, szybko stając się hymnem zmierzających na zachód mormońskich pionierów, a z czasem zdobywając status jednego z najlepiej znanych hymnów wykorzystywanych w tej tradycji religijnej.
Pomimo swej znaczącej roli w pierwszych dekadach mormońskiej historii Clayton pozostaje postacią rzadko pamiętaną i słabo znaną.